# الابور
الابور (به انگلیسی: Alabur) یک منطقهٔ مسکونی در هند است که در کارناتاکا واقع شده‌است.